# Condado de Fauquier
O Condado de Fauquier é um dos 95 condados do estado americano de Virgínia. A sede do condado é Warrenton, e sua maior cidade é Warrenton. O condado possui uma área de 1 687 km² (dos quais 4 km² estão cobertos por água), uma população de 55 139 habitantes, e uma densidade populacional de 33 hab/km² (segundo o censo nacional de 2000). O condado foi fundado em 1759.